# 44號堪薩斯州州道
44號堪薩斯州州道（英語：Kansas State Highway 44，簡稱K-44）為美国堪薩斯州一條東西向的州级公路。西起哈珀縣安東尼境內的2號堪薩斯州州道，東至索姆奈縣考德韋爾北方的49號堪薩斯州州道，全長共計24.674英里（39.709）。此公路約在1932年時形成，路線自形成以來尚未有任何一次重大變動。

## 公路描述
44號堪薩斯州州道以哈珀縣的縣治安東尼境內的2號堪薩斯州州道作為公路起點，此公路在安東尼市中稱為主街（Main Street）。此公路之車道布設乃採用雙向車道，並從公路西端開始往東方行經，行經約1⁄2英里（0.80）時與179號堪薩斯州州道交會，而這裡即是179號堪薩斯州州道的公路北端（終點）所在位置。接著44號堪薩斯州州道離開安東尼市後繼續往東方行經，途中通過了哈珀縣境內的山坡地農地，接著抵達索姆奈縣縣界，此時這裡離安東尼市約有13英里（21）遠。此公路進入索姆奈縣後行進了一段距離，之後跨越了位於考德韋爾北方的奇卡斯基亞河，行進不久即與49號堪薩斯州州道交會，而這裡即是44號堪薩斯州州道的公路東端（終點）所在位置。
44號堪薩斯州州道由堪薩斯州運輸部所養護。2013年，此公路所測得的年平均日車流量（AADT）介於313輛次至729輛次之間，其中最低車流量位於索姆奈縣西部，而最高車流量則位於安東尼境內。

## 歷史
44號堪薩斯州州道在1932年首次出現在州道地圖中，當時公路行經路線與今日所行經的路線雷同，然而當時的路面尚未使用瀝青材料來鋪設，直到1948年至1950年的某段期間才改鋪成瀝青路面。此公路的路線自形成以來尚未有任何一次重大變動。

## 主要接點
| 行政區劃                                   | 地點   | 英里   | 公里   | 接點              | 備註                  |
| ------------------------------------------ | ------ | ------ | ------ | ----------------- | --------------------- |
| 哈珀縣                                     | 安東尼 | 0.000  | 0.000  | 2號堪薩斯州州道   | 公路西端              |
| 哈珀縣                                     | 安東尼 | 0.505  | 0.813  | 179號堪薩斯州州道 | 179號堪薩斯州州道北端 |
| 索姆奈縣                                   |        | 24.674 | 39.709 | 49號堪薩斯州州道  | 公路東端              |
| 1.000英里＝1.609公里；1.000公里＝0.621英里 |        |        |        |                   |                       |

## 外部連結
- Kansas Highways Routelog—K-44（页面存档备份，存于）